# Castelo de Nassau

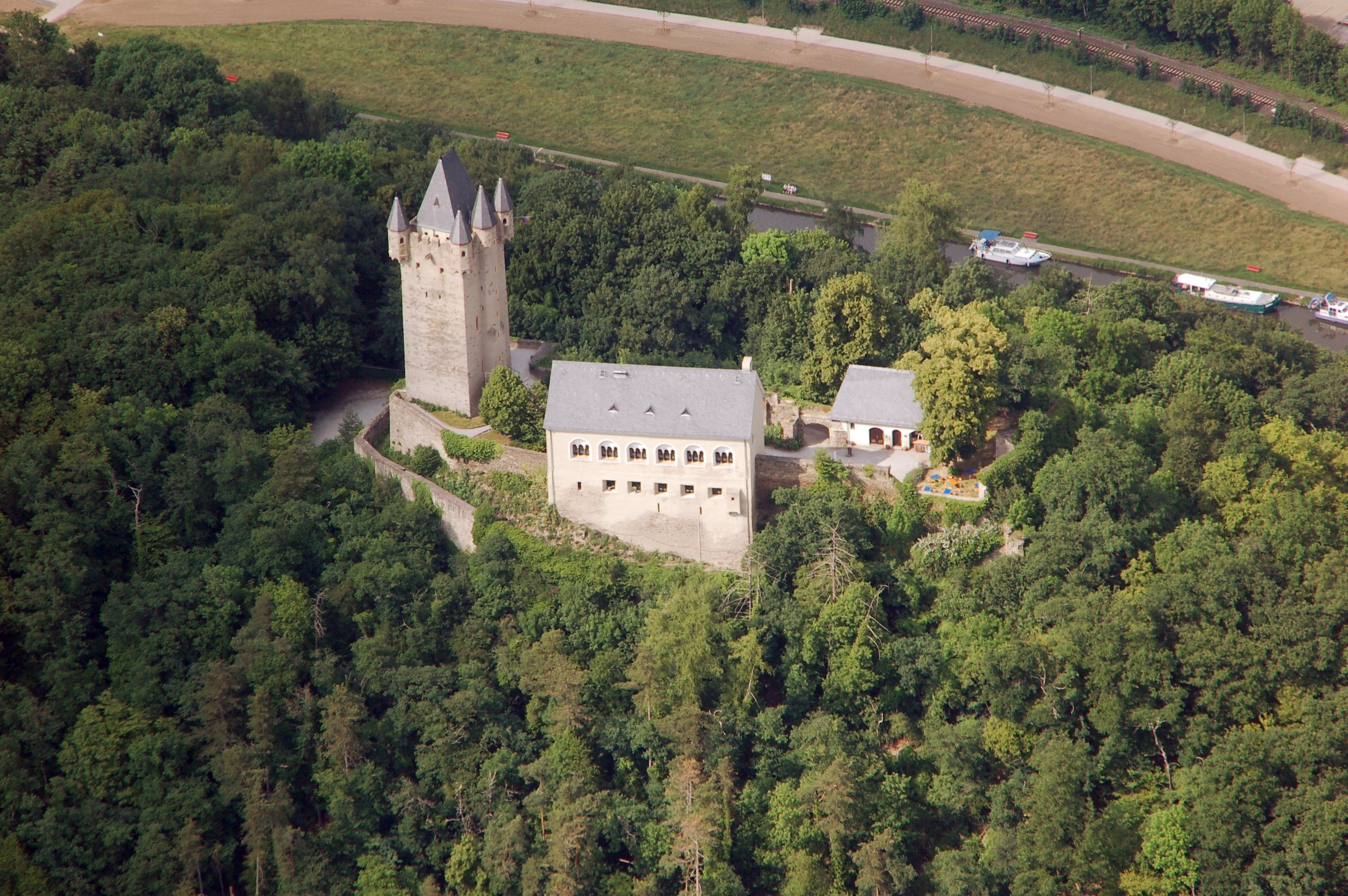
O Castelo de Nassau.

O Castelo de Nassau foi a sede original da Casa de Nassau em Nassau, na Renânia-Palatinado, Alemanha. As ruínas do castelo estão situadas sobre uma rocha aflorante de cerca de 120 metros acima do rio Lahn. A Casa de Nassau foi uma dinastia aristocrática cujos descendentes estão entre os atuais governantes dos Países Baixos e do Luxemburgo.

## História
O castelo foi fundado por volta de 1100 pelo conde Dudo-Henry de Laurenburg e Nassau, o fundador da Casa de Nassau. Em 1120, os descendentes do 1.º Conde de Nassau, o Conde Robert I (em alemão, Ruprecht, também traduzido como Rupert) e Arnold I Laurenburg, estabeleceram-se no Castelo de Nassau, com a sua torre. Eles renovaram e ampliaram o complexo do castelo em 1124.
Devido ao castelo estar, naquele altura, no território do Bispado de Worms, um principado eclesiástico do Sacro Império Romano, desenvolveu-se uma amarga disputa entre a família dos dois irmãos e o Bispado de Worms. Mesmo quando Robert I, em 1124, herdou a posição do Bispado de Worms de Vogt em Weilburg, cujo território incluía o ex-Königshof Nassau desde 914, o conflito não foi resolvido. Quando Robert I começou a usar o título de Conde de Nassau, o Bispado de Worms disputou o título.
A disputa só foi resolvida (e o título confirmado), em 1159, cerca de cinco anos após a morte de Robert, pelo seu filho Walram I, com a intervenção do Arcebispo de Trier, Hillin von Fallemanien. A família Laurenburger desistiu da sua pretensão em relação ao título e foi dado o feudo sobre o castelo e a cidade de Nassau, do arcebispo. Posteriormente, a família Laurenburger começou a usar o título de Conde de Nassau.